# Tadeusz Tetmajer
Tadeusz Lucjan Julian Przerwa-Tetmajer (ur. 4 listopada 1904 w Bronowicach Małych, zm. 27 grudnia 1993 w Krakowie) – major Wojska Polskiego, rzeczoznawca koni, instruktor i trener jeździectwa.

## Życiorys

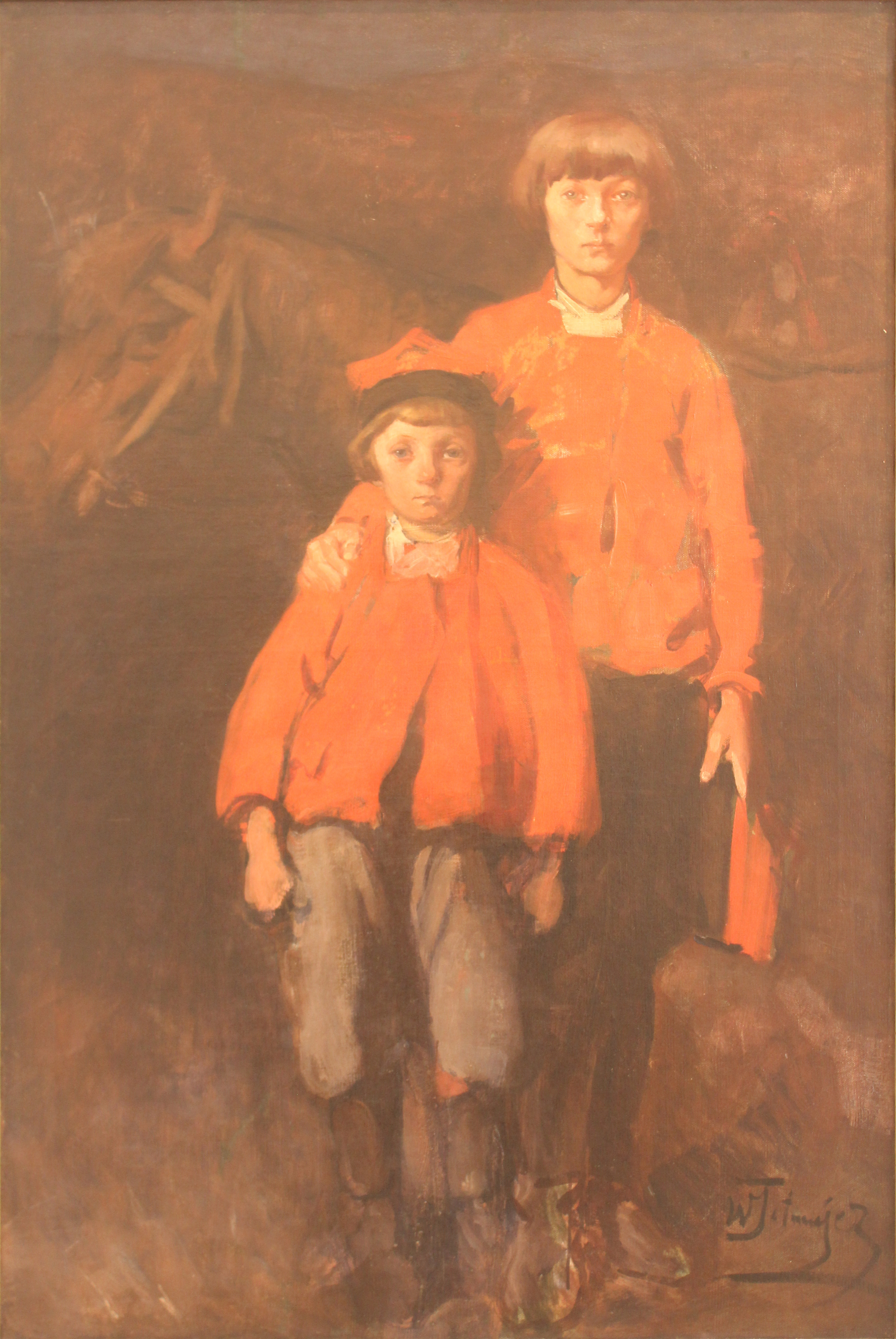
Portert synów Jana Kazimierza i Tadeusza autorstwa Włodzimierza Tetmajera

Był ósmym dzieckiem i młodszym synem malarza Włodzimierza Tetmajera i jego żony Anny z Mikołajczyków. Ochrzczony został 5 grudnia w kościele Mariackim w Krakowie. Rodzicami chrzestnymi byli: brat przyrodni ojca Kazimierz Przerwa-Tetmajer, macocha ojca i zarazem babcia Tadeusza Julia Tetmajerowa, szwagier matki Lucjan Rydel i Tekla Symonowicz. Przez rodzinę nazywany był Tydzio. Uczył się w Korpusie Kadetów nr 1 a następnie był wychowankiem Centrum Wyszkolenia Kawalerii w Grudziądzu. Służył jako rotmistrz w 8 Krakowskim Pułku Ułanów im. Józefa Poniatowskiego oraz w 13 Wileńskim Pułku Ułanów. Po wybuchu II wojny w czasie kampanii wrześniowej walczył w bitwie pod Kutnem. Zaangażował się w działalność ZWZ, a następnie Armii Krajowej. Za swoją działalność został odznaczony Krzyżem Walecznych, Krzyżem Virtutti Militari oraz Złotym Krzyżem Zasługi z Mieczami. W 1945 został aresztowany i osadzony w  Więzieniu św. Michała w Krakowie przy ulicy Senackiej. W 1949 wyjechał z rodziną na krótko do Kwidzyna. Major Tetmajer przed wojną posiadał tytuł trenera jeździectwa, a po wojnie uzupełnił swoją wiedzę w Akademii Wychowania Fizycznego w Warszawie. W latach 50. był trenerem przy stadninie koni LZS Zagórzyce koło Brzeska. W 1962 na prośbę generała brygady Bronisława Kurjaty przeniósł się do Wadowic do pracy w Wojskowym Klubie Sportowym "Podhalanin".  Pomocnikiem i prawą ręką był tutaj jego młodszy syn Włodzimierz (1947-2013), posiadający uprawnienia instruktora jeździectwa. Odszedł na emeryturę po olimpiadzie w Monachium. Pochowany został na Cmentarzu Komunalnym w Wadowicach.